# Ламбрехт, Кальман
Кальман Ламбрехт (венг. Kálmán Lambrecht; 1889—1936) — венгерский палеонтолог, специализировался на исследовании ископаемых птиц.

## Биография
В 1913 году получил степень доктора зоологии, палеонтологии и химии. Благодаря воздействию Отто Германа стал членом Венгерского института орнитологии (1909) и Королевского геологического института (1917). По рекомендации барона Франца Нопча он становится библиотекарем. В 1934 году он получает должность в Национальном музее Венгрии и место профессора в Печском университете.
По совету Отто Германа занялся палеонтологией птиц, в это время мало исследованной. В 1928 году Ламбрехт описал остатки «Palaeotis weigelti». В 1933 году опубликовал «Руководство по палеоорнитологии» (нем. Хандбух der Palaeornithologie), в котором собрал описания ископаемых остатков птиц из разных музеев Европы. В этом труде он также описал и систематизировал многочисленные таксоны ископаемых птиц, в том числе «Miocorax», «Miocorvus», «Proardea».

## Эпонимы
В честь Ламбрехта названа пещера Кальмана Ламбрехта в горном массиве Бюкк в Венгрии и ископаемый вид дрофы «Otis lambrechti».

## Публикации
- A Borsodi Bükk fossilis madarai és Magyarország fossilis madarai, 1912
- Aves. Fossilium catalogus Frech (F. D.) Fossilium Catalogus. I. Animalia. Pars 12, 1921
- Az ősember Ősvilágok élete, 1926
- Az ősember elődei (az ősállatok), 1927
- Handbuch der Palaeornithologie, Gebrüder Borntraeger, Berlin. 1933 (Neuaufl. Amsterdam : A.Asher, 1964)